# Dongtian li de xiaotian shu
Dongtian li de xiaotian shu (xinès simplificat: 冬天里的小田鼠, pinyin: Dōngtiān lǐ de xiǎotián shǔ, literalment 'El ratolinet de camp a l'hivern') és un curtmetratge d'animació xinés dirigit per Qiao Yuanzheng, amb guió de Gong Jianying i produït per Shanghai Meishu Dianying Zhipianchang el 1990.
Metàfora de la recerca espiritual, narra la història d'un ratolinet que acumula rajos de sol per a l'hivern, mentre els seus germans acumulen grans i palla per a quan arriben les gelades.